# 위 스틸 스틸 더 올드 웨이
《위 스틸 스틸 더 올드 웨이》(We Still Steal the Old Way)는 영국에서 제작된 사샤 베넷 감독의 2017년 액션, 코미디, 범죄 영화이다. 이안 오길비 등이 주연으로 출연하였다.

## 출연

### 주연
- 이안 오길비
- 빌리 머레이
- 크리스토퍼 엘리슨
- 줄리안 글로버
- 패트릭 버긴
- 토니 덴햄

### 조연
- 탄야 프랭크스
- 리셋 안소니